# نضال العامودي
نضال حسين العامودي هو أحد قادة كتائب شهداء الأقصى في قطاع غزة قُتل من قبل قوات الجيش الإسرائيلي في عام 2008 ، ولِد في عام 1973 في مخيم الشاطئ في مدينة غزة.